# Pasgen ap Cyngen
Pasgen ap Cyngen (500? – 540?) va ser un rei de Powys que visqué al segle vi, fill de Cyngen Glodrydd a Gal·les. El seu regnat correspon als «anys obscurs» de la història gal·lesa, i no se'n conserva informació. El succeí en el tron el seu fill Morgan ap Pasgen.